# 崇明島
座標: 北緯31度39分43秒 東経121度28分41秒 / 北緯31.66194度 東経121.47806度

一番大きい島が崇明島

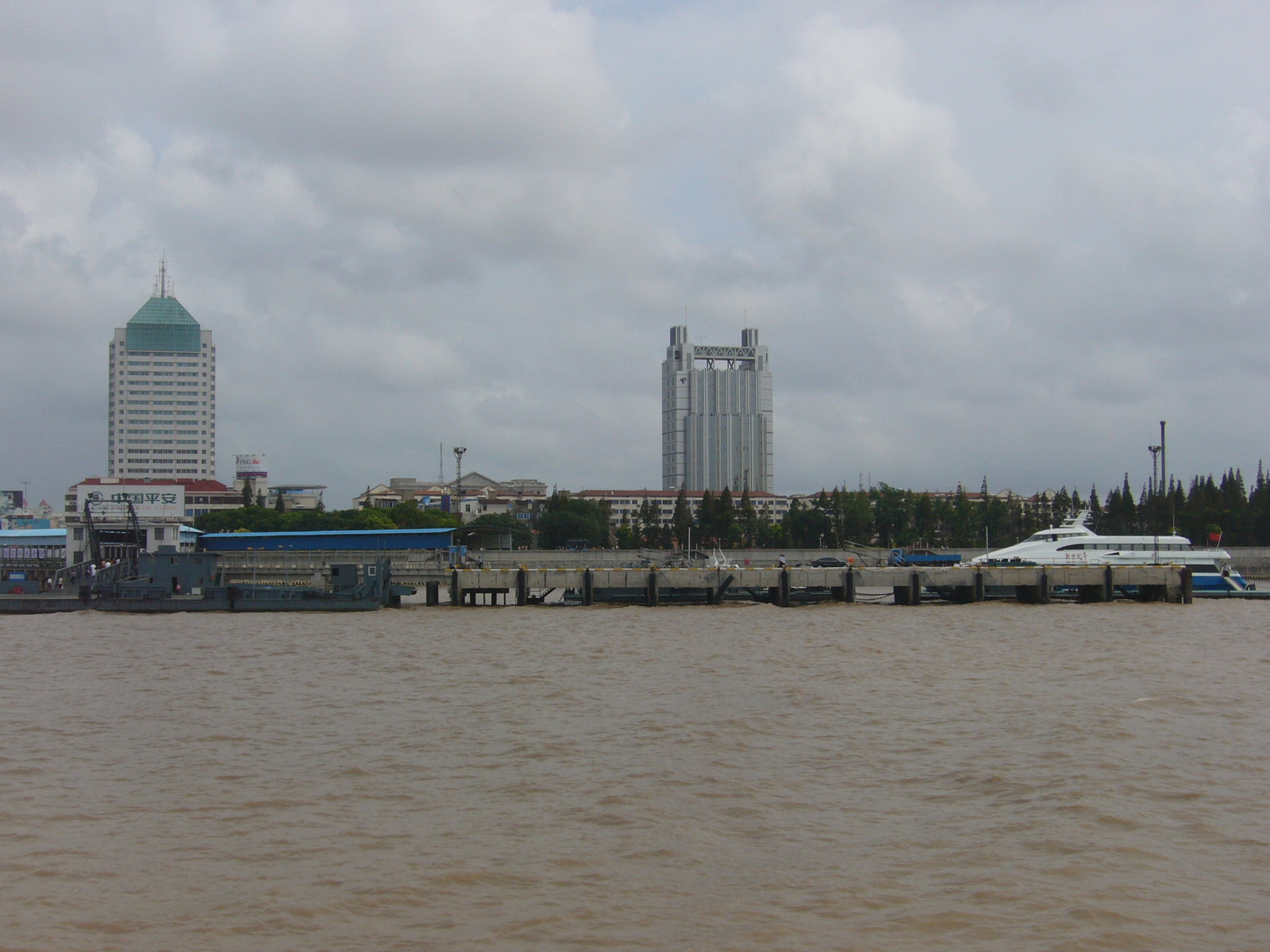
南門港

崇明島（すうめいとう、チョンミンダオ、拼音: Chóngmíng Dǎo）は、中華人民共和国の長江の河口にあり、大部分は上海市崇明区、北側のごく一部は江蘇省の海門市と啓東市に属す島である。東経121°09′30″から121°54′00″，北経31°27′00″から31°51′15″に位置する。北亜熱帯に属す気候は温和で湿潤。年平均気温は15.2℃で、四季がある。

## 地理
崇明島の面積は約1225平方kmであり、東西約80km、南北約15kmで、中華人民共和国が実効支配している島の中では海南島に次ぐ2番目に大きい島である。また、世界一大きい沖積島でもあり、長江の門戸、東海瀛洲とも称される。島の東に東シナ海、南には長江をはさみ上海浦東新区、宝山区、江蘇省太倉市、西、北には長江、江蘇省海門市、啓東市がある。崇明島の大部分は上海市に属すが、ごく一部が江蘇省海門市海永郷と啓東市啓隆郷に属する。島は全体的に平らで、山も丘もなく、約90％が標高3m〜4mの間で、西部が東部よりも少し高い。南にある長興島、横沙島とともに崇明区を構成している。

## 歴史
崇明島は長江から流れ出た土砂が積もった沖積島で、唐の武徳元年（西暦618年）に海面から姿を現し始め、さらに積もった結果、今の崇明島ができた。今でも崇明島は成長し続けている。

## 環境
崇明島の大気、水、土地は比較的きれいで、北亜熱帯気候に属し、温和で湿潤、四季があり、十分な日照や降雨があるため、ヨシ属、ホタルイ属などの植物が生え、ヘラシギ、クロツラヘラサギ、ナベヅル、カラチョウザメなどの多くの種類の生物が生息し、島の東部にある崇明東灘湿地は鳥類自然保護区と中国国家地質公園にもなっている。一帯は三角江、干潟や塩類平原が広がり、2002年1月にはラムサール条約登録地となった。

## 特産物
崇明島には、特産品、優秀品、希少な産品が多くあり、チュウゴクモクズガニ（中国語 「老毛蟹」）、アカテガニ、シラウオ類（「面丈魚」）、エツ類（「鳳尾魚」、「刀魚」）、ウナギ、クルマエビ、シュガーモロコシ（「甜芦粟」）、キンシウリ、アスパラガス、食用キノコ、崇明白菜、ウリの味噌漬け（「醤包瓜」）、白山羊などがある。